# 郁美净
郁美净集团是中国天津市的一家日化企业，其前身是创建于1979年的天津市第二日用化学厂。1980年，天津市第二日用化学厂研发了儿童霜，并注册郁美净商标，成为中国儿童化妆品领域的拓荒者。然而在1993年，郁美净开始陷入困境，直到1999年才完全摆脱危机。2000年，郁美净化工厂正式改制为郁美净集团。